# چناران جدید
چناران جدید روستایی در دهستان شاسکوه بخش شاسکوه شهرستان زیرکوه استان خراسان جنوبی ایران است. بر پایه سرشماری عمومی نفوس و مسکن در سال ۱۳۹۰ جمعیت این روستا ۱۵۰ نفر (در ۴۵ خانوار) بوده است.